# Цербст
Цербст (нем. Zerbst, в.-луж. Serbišćo или Serbsk, чеш. Srbiště, пол. Czerwiszcze) — город в германской федеральной земле Саксония-Анхальт.
Входит в состав района Анхальт-Биттерфельд (до территориальной реформы 2007 года — центр района Анхальт-Цербст).
Население — 22 920 человек (на 31 декабря 2006 года).
Занимает площадь 78,33 км².
Официальный код — 15 0 82 430.

## История

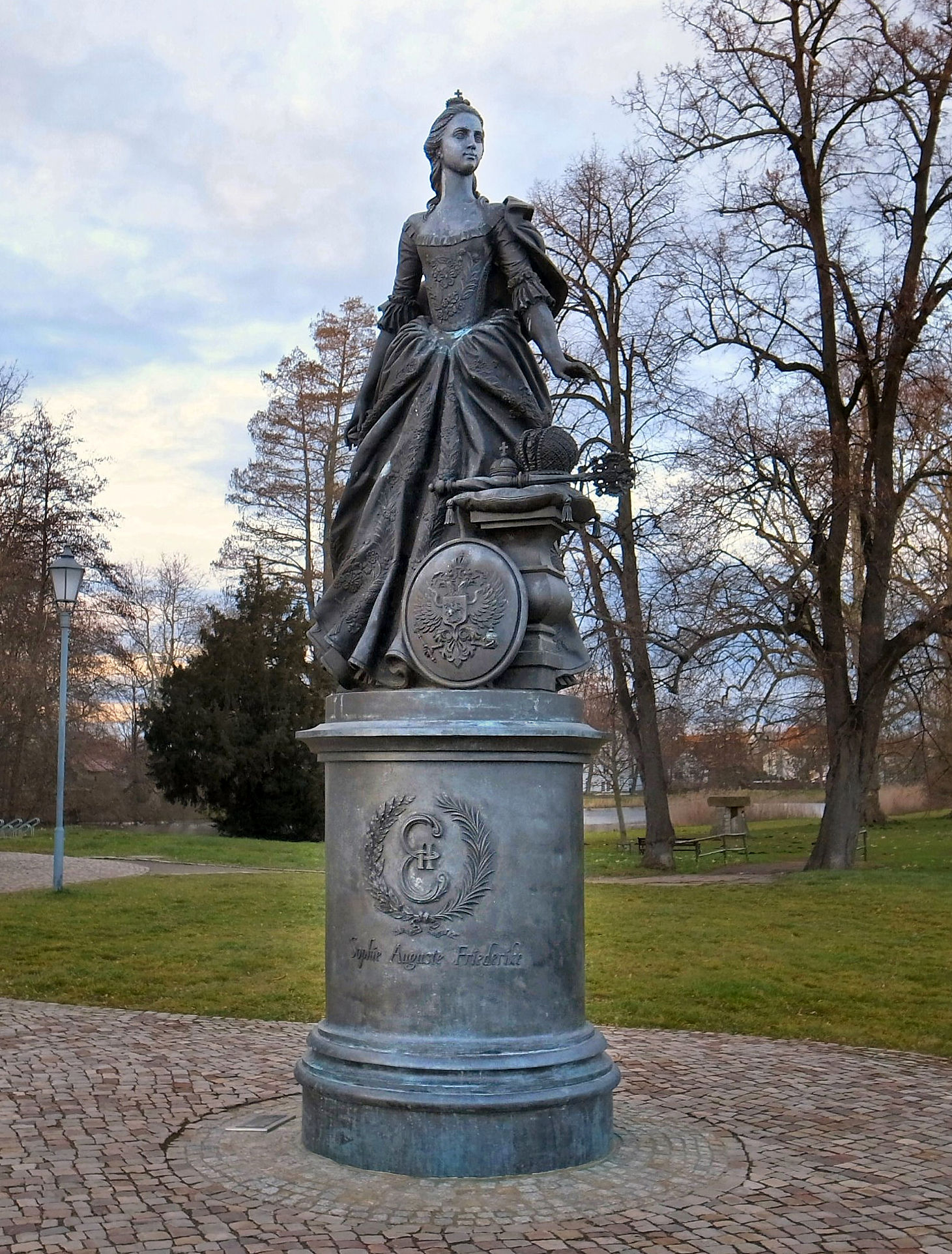
Памятник Екатерине II в Цербсте

Доисторические находки в районе нынешнего Цербста свидетельствуют о наличии там поселения, принадлежавшего к так называемой «культуре боевых топоров», ещё в эпоху неолита. В более позднее время — поселение свевов, вандалов и гермундуров.
Город впервые упомянут в 949 году. По А.Ф. Риттиху он также назывался Сербище (см. его книгу «Славянский мир») и был основан славянским племенем сербишты. 
В XII веке Цербст принадлежал баронам Цербстским, продавшим его в 1264 году баронам Барби. В 1307 году городом завладел князь Альбрехт I Ангальтский. В 1603—1793 годах Цербст — центр княжества Ангальт-Цербст и резиденция князей Ангальт-Цербстских. Одним из правящих князей был прусский генерал-фельдмаршал Кристиан Август Ангальт-Цербстский (1690—1747) — отец будущей российской императрицы Екатерины II и Фридриха Августа (1734—1793), последнего князя этой ветви. В 1797 году Цербст отошёл княжеству Анхальт-Дессау.
В городе частично сохранился родовой замок, а в доме рядом, где раньше жили придворные дамы и кавалеры, в 1995 году при содействии барона Эдуарда фон Фальц-Фейна был открыт музей Екатерины II.
7 июля 2010 года в Цербсте был установлен, а 9 июля торжественно открыт памятник Екатерине II (скульптор — Михаил Переяславец).

## Города-побратимы
- Пушкин, Россия

## Известные уроженцы
- Зинтенис, Карл Генрих Фердинанд (1806—1867) — немецкий филолог и педагог
- Зинтенис, Христиан Фридрих (1750—1820) — немецкий писатель и богослов
- Рюрольд, Уте (род. 1954) — немецкая саночница, выступавшая за сборную ГДР
- Фаш, Карл Фридрих Христиан (1736—1800) — немецкий композитор и теоретик музыки.
- Финк, Зигфрид (1928—2006) — немецкий перкуссионист, композитор и музыкальный педагог

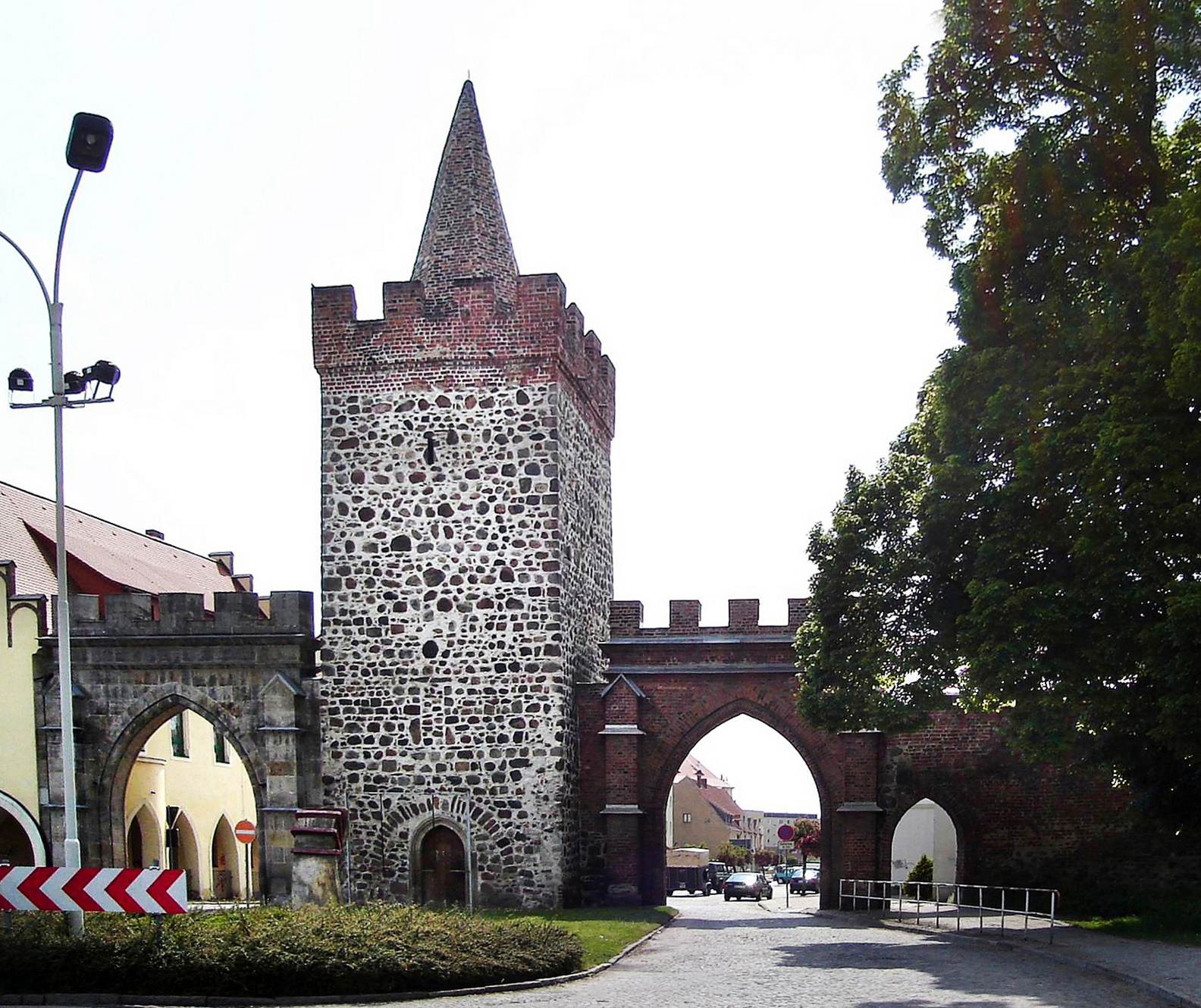
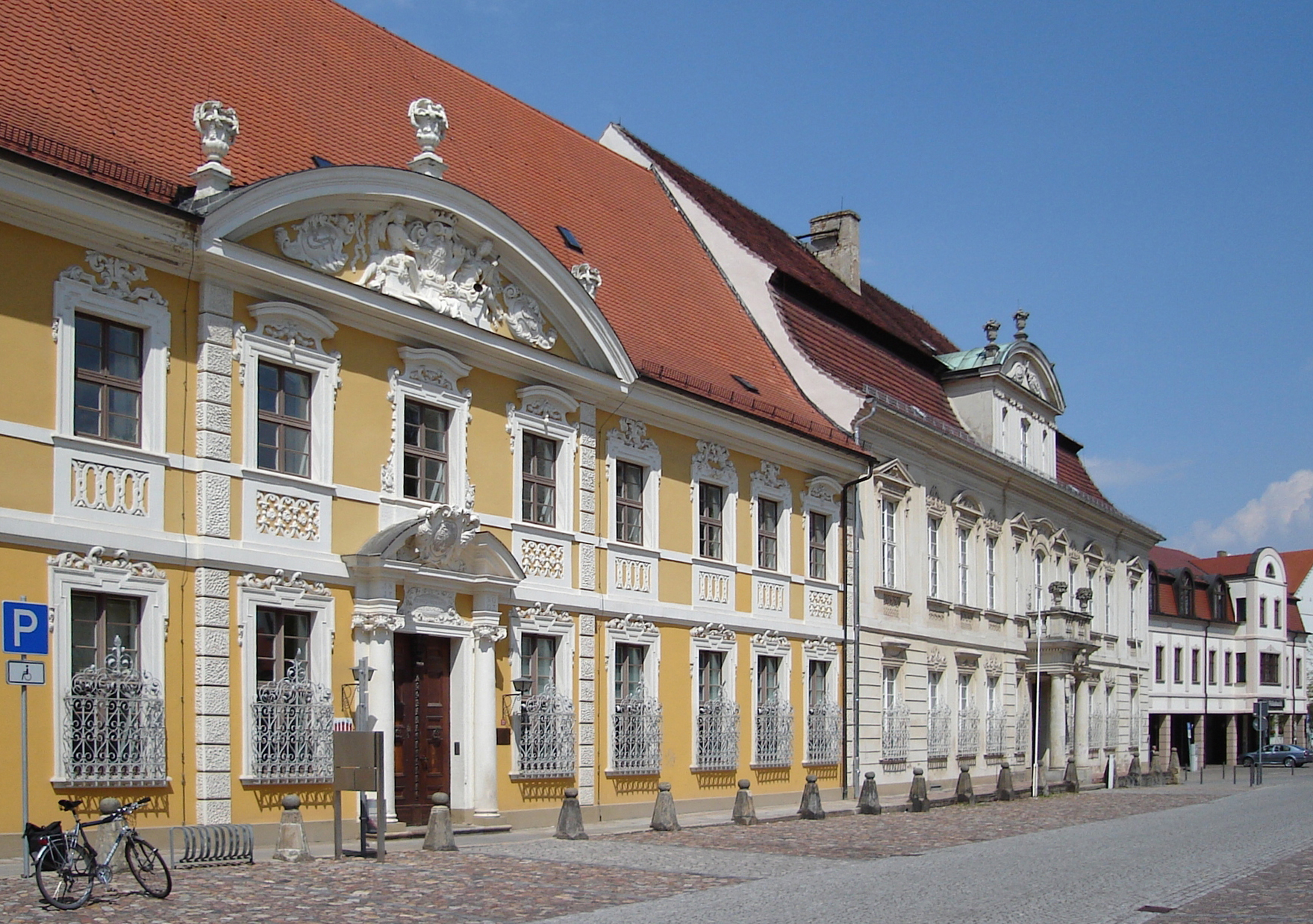
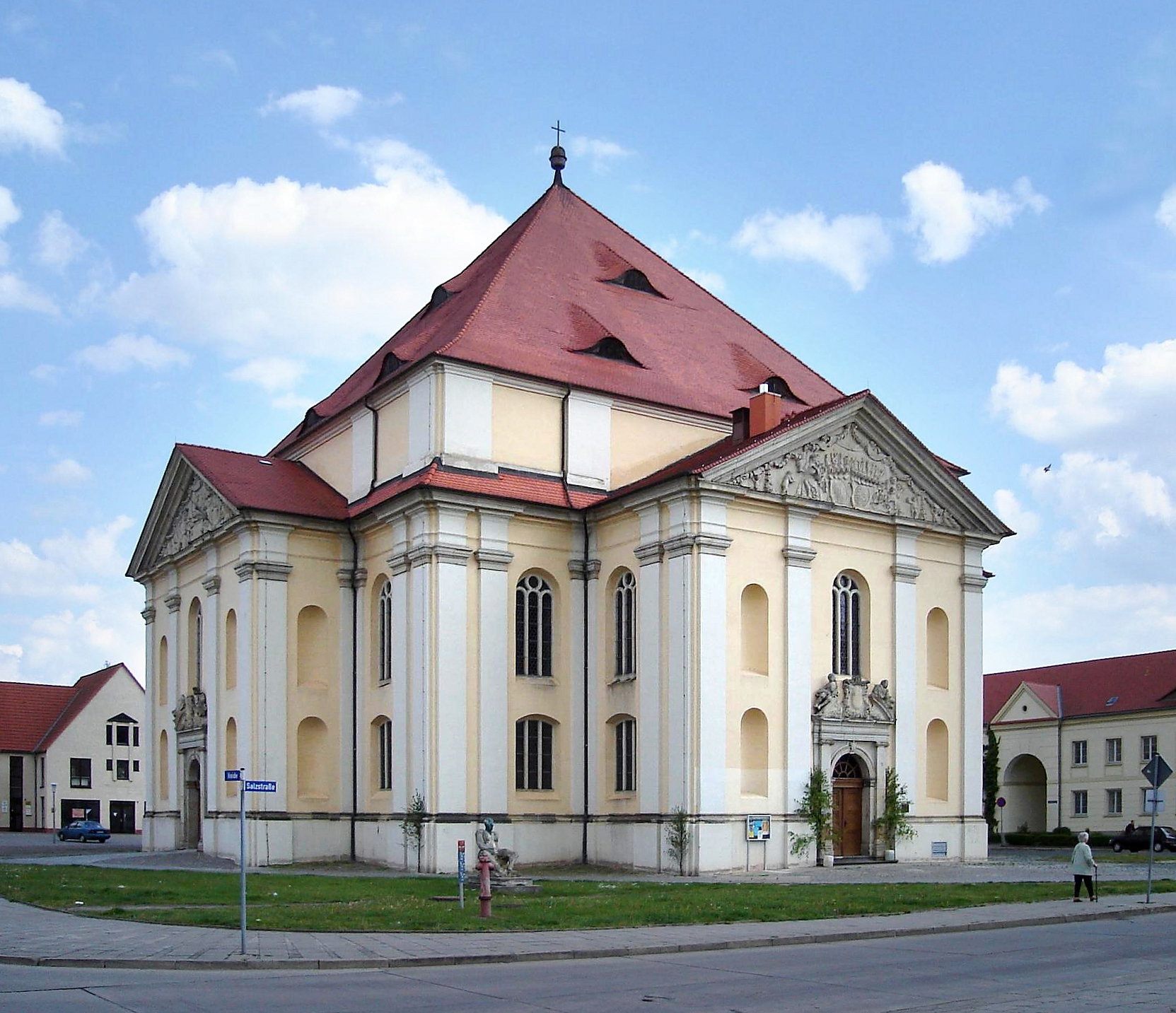
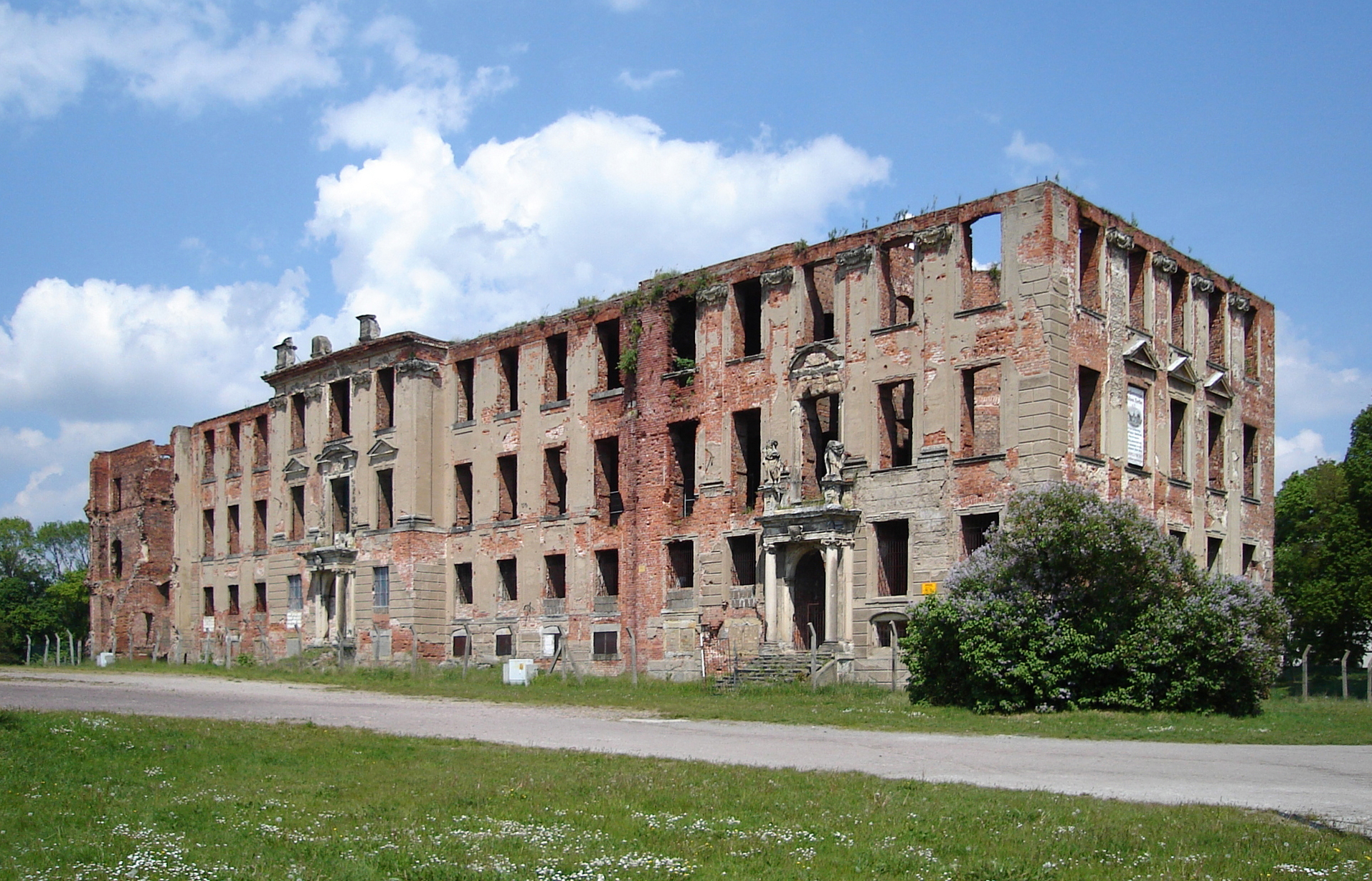
Замок
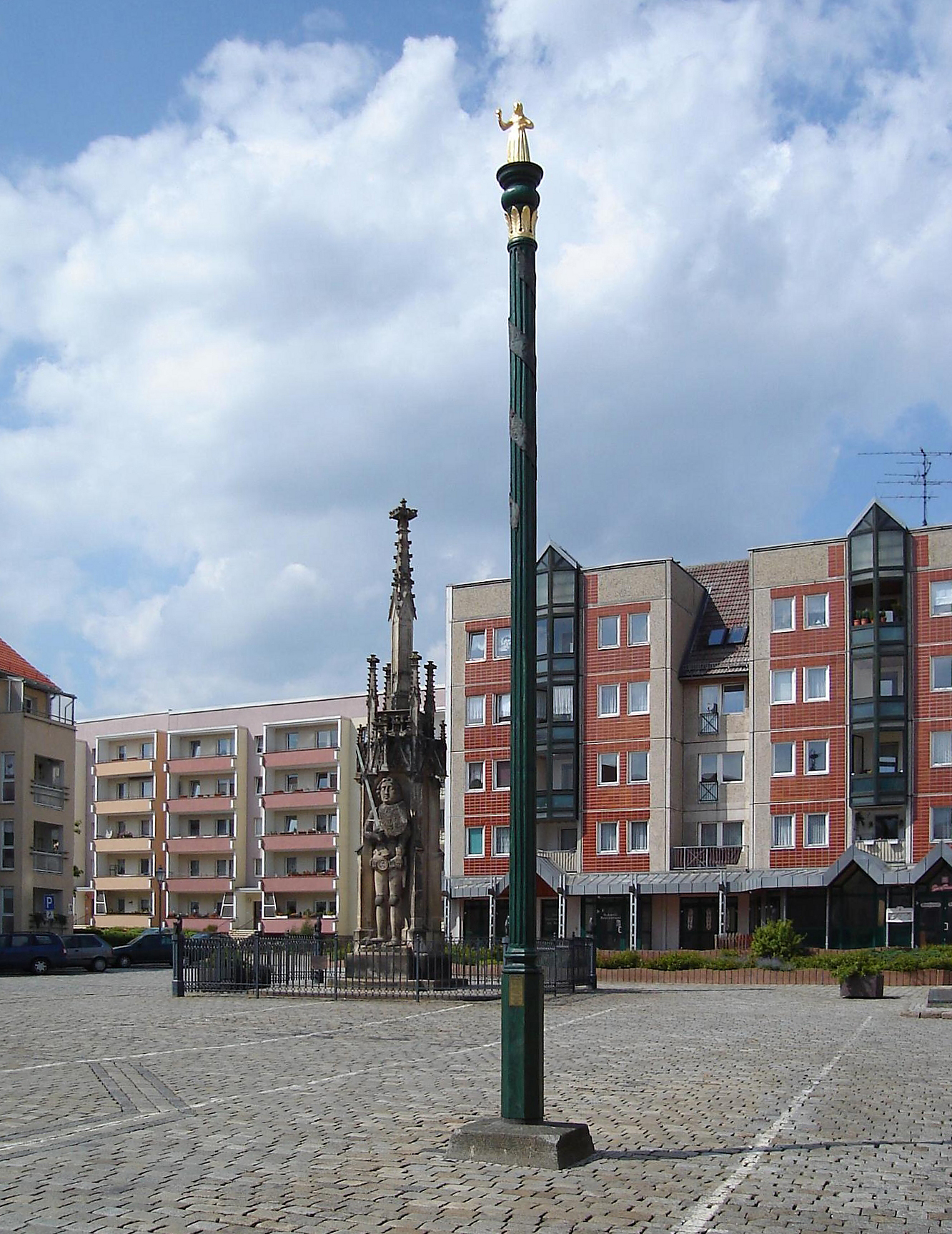
Роланд